# Halaha
Halahá (ebraică: הלכה) -Halachá în pronunția sefardă și ebraică modernă, transliterat Halócho  după pronunția tradițională așkenazită  - este un corpus de legi religioase evreiești, inclusiv legea (dreptul) biblică (613 porunci), legea talmudică și rabinică, precum  tradițiile  și obiceiurile ce țin de iudaism. Iudaismul clasic nu face nici o distincție în legile sale dintre  viața religioasă și ne-religioasă. Prin urmare, Halaha este  nu numai un ghid de practici și credințe religioase, dar atinge numeroase aspecte ale vieții de toate zilele.
Termenul Halahá este adesea tradus ca "Legea iudaică".  Cuvântul este derivat din verbul ebraic „halah” = "a merge". 

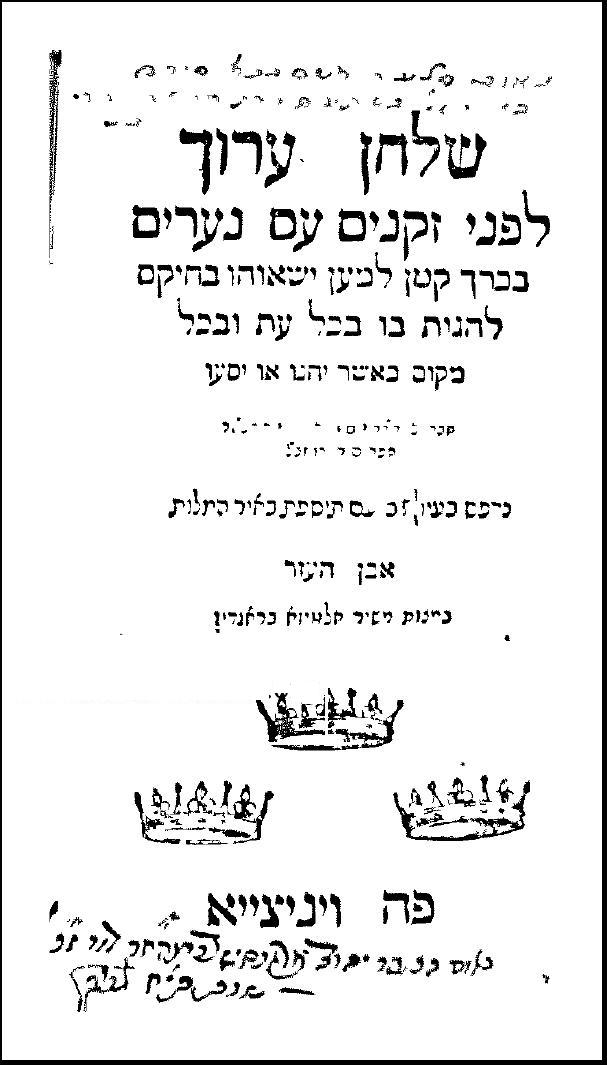
Pagina de titlu pentru Şulhan Aruh de Iosef Karo, tipărită în Veneţia în 1574

Halahá a  servit pentru  multe comunități evreiești drept sursa aplicativă de drept civil și religios. În epoca modernă, evreii sunt legați de Halahá numai prin consimțământul lor voluntar. Potrivit legii israeliene contemporane anumite aspecte ale vieții civile sunt guvernate de legea rabinică și interpretări ale codului Halaha. Diversitatea  comunităților evreiești (așkenazi, sefarzi,"orientali" sau   iemeniți) duce la abordări diferite ale legilor halahice. Dezacordurile asupra legislației Halahá în rândurile evreilor așkenazi și sefarzi, și asupra modului în care evreii ar trebui să continue să urmeze Halaha, au jucat un rol esențial în apariția curentelor iudaice reformiste: reformat, conservativ, și reconstrucționist.

## Aspecte terminologice
Termenul Halahá este derivat din verbul ebraic halakh הלך, ceea ce înseamnă "a merge". Prin urmare, o traducere literală nu conține explicit ideea de "lege", ci, mai degrabă "calea de mers". Termenul Halahá poate să se refere la o singură lege, sau la un corpus rabinic de texte juridice, sau la sistemul, în general, a dreptului religios iudaic. Rădăcina cuvântului ar putea fi înrudită cu termenul akkadian „ilku” - o taxă antică pe proprietate, tradus în aramaică prin „halakh” desemnând una sau mai multe obligațiuni. Rădăcina proto-semitică reconstruită „halakh” însemnând „a merge” a avut descendenți și în akkadiană, arabă, aramaică și ugaritică.
Halahá este adesea opusă textelor denumite Agadá, care reprezintă o colecție de literatură rabinică, exegetică, narativă, mistică, filosofică, dar fără caracter "juridic". În același timp, autorii de literatură halahică fac referințe la Agada și la literatura mistică, astfel încât există o legătură dinamică dintre aceste genuri.
Halahá constituie aplicarea practică a  celor 613 mițvot ("porunci", singular: mițva) în Tora, (cele cinci cărți ale lui Moise, a "Legii scrise"), după cum ulterior este dezvoltată prin discuții și dezbateri în literatura rabinică clasică, în special în Mișna și Talmud ("Legea orală"), și codificată în Mișné Torá sau Șulhan Aruh ("Codul de drept" evreiesc.)
Halahá este un ghid pentru toate aspectele legate de viața umană, atât fizice, cît și spirituale. Legile, instrucțiunile și opiniile expuse in Halaha acoperă o mare varietate de situații și principii, în încercarea de a realiza ceea ce este implicit în porunca biblică  „fii sfânt, cum eu Dumnezeul tău, sunt sfânt”. Acestea se referă la calea cea mai bună de a trăi, și la modalitatea de a alege, atunci când poruncile par să se contrazică: cum se poate alege un mod corect de a realiza ceea ce este implicit, dar care nu declarat în mod explicit în Biblie, și ceea ce a fost dedus din implicare, deși nu este limpede la suprafață.
Deoarece Halahá s-a dezvoltat și a fost aplicată de diferite autorități halahice, mai des decît de o instituție centrală, au apărut diferite răspunsuri la aceleași întrebări, propuse de reprezentanții celor mai diverse comunități. Majoritatea diferențelor nu au fost rezolvate pentru motivul că evreii au trăit în exil și nu au avut o ierarhie judiciară centralizată. Evreii observanți ai religiei deveneau cel mai adesea discipolii unui rabin sau se afiliau unei comunități bine structurate.
Halahá s-a dezvoltat începând din secolul al V-lea (e.n), producând în mod continuu texte religioase și comentarii, care ulterior au fost consolidate în Talmud.  În primul rând, ea formează un corp de opinii judiciare, legislație, obiceiuri, precum și recomandări, multe dintre ele transmise peste secole către generațiile succesive, din momentul în care un copil începea să vorbească. Este, de asemenea, obiectul de studiu intens în școlile religioase superioare de tip ieșiva.

## Legile din Torá
În general, Halahá cuprinde aplicarea practică a poruncilor (fiecare dintre ele cunoscută ca o mițvá מצוה) din Torá in sensul larg, și cum au fost dezvoltate în literatura rabinică ulterioară.
Potrivit Talmudului (tratatul Makot), există 613 mitzvot ( "porunci") în Tora, în ebraică acestea sunt cunoscute sub numele de Taryag mitzvot תרי"ג מצוות.  Sunt definite 248 de porunci pozitive și 365 porunci negative, completate cu încă șapte mițvot legiferate de rabinii din antichitate.

## Categoriile legale

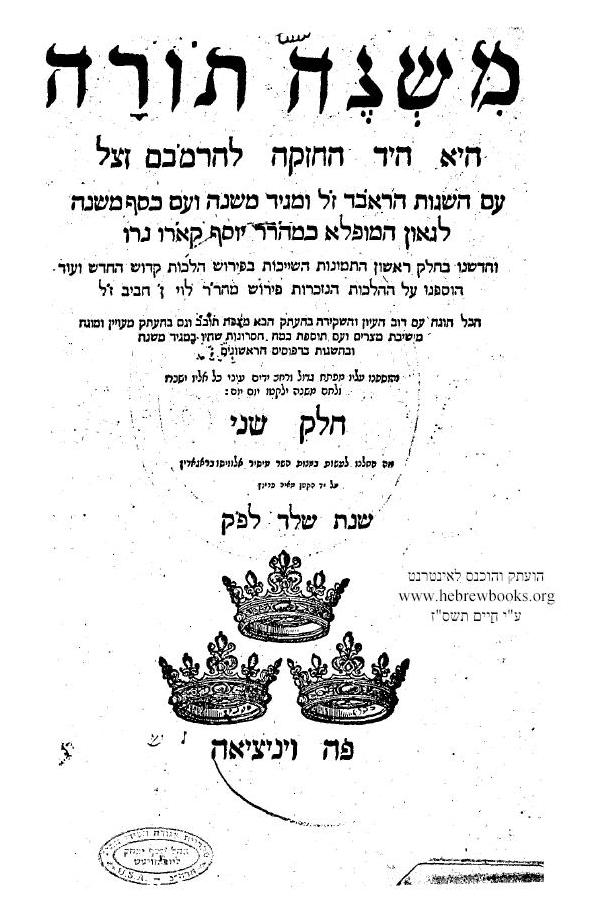
Pagina de titlu pentru Mişne Tora de Moshe ben Maimon haRambam, tipărită în Veneţia în 1575

Legile evreiești  pot fi clasificate în diverse moduri. In afară de categoriile de bază - mițvot (porunci) din antichitate, în perioada medievală legea evreiască a fost detailată în cărțile"Mișne Tora" de Maimonide și în codul "Șulhan Aruh" al lui Yosef Karo.
Iudaismul rabinic clasic distinge două categorii de legi:
- Legile revelate de Dumnezeu poporului evreu la muntele Sinai (de exemplu, Tora scrisă, (Pentateuh) ;
- Legile considerate a fi de origine umană, dar inspirate de divinitate, inclusiv decretele rabinice, interpretări, tradiții etc

Această divizare dintre poruncile revelate (în limba aramaică DeOraita - din Tora) și cele rabinice (în limba aramaică DeRabanan) pot influența importanța regulei, aplicarea acesteia și interpretarea ulterioară.
Autoritățile halahice pot avea diferite opinii cu privire la care legi se încadrează în care categorie sau circumstanțele (dacă este cazul) în care, hotărârile rabinilor precedenți pot fi re-analizate de către rabinii contemporani.
Unanim toți evrei religioși susțin faptul că ambele categorii există și că prima categorie este invariabilă, cu excepția situației în care prevalează salvarea unei vieți sau alte împrejurări de urgență similare.
O a doua distincție clasică este dintre Tora scrisă  (legile scrise în Biblie ebraică, în mod specific la primele cinci cărți), precum și Legea orală, legile  transmise pe cale orală, înainte de compilare lor în texte, cum ar fi Mișna, Talmud, și Coduri rabinice.

### Responsa
- Index of Orthodox Responsa
- Rabbinical Assembly Committee on Jewish Law and Standards (American Conservative)
- Rabbinical Assembly Vaad Halakha (Israeli Masorti)
- Topical index of non-binding Reform responsa Arhivat în 10 februarie 2008, la Wayback Machine.

### Resurse pentru studiu
- Mishneh Torah  Arhivat în 6 iunie 2004, la Wayback Machine.
- Shulchan Aruch, Orach Chayim  Arhivat în 2 august 2004, la Wayback Machine.
- Shulchan Aruch, Yoreh De'ah  Arhivat în 28 decembrie 2012, la Archive.is
- Mishna Berura
- Mishna Berura Lecții audio
- Kitzur Shulchan Aruch translation Arhivat în 26 august 2005, la Wayback Machine.
- Ben Ish Chai lectures (MP3)
- Laws related to food
- Laws and customs: daily, shabbat and festivals, chabad.org
- MP3 Halacha Shiurim by Rav Nissan Kaplan of Mir Yeshiva, Jerusalem Arhivat în 8 februarie 2015, la Wayback Machine.